# Hospice général
 (décembre 2024).
Si vous disposez d'ouvrages ou d'articles de référence ou si vous connaissez des sites web de qualité traitant du thème abordé ici, merci de compléter l'article en donnant les références utiles à sa vérifiabilité et en les liant à la section « Notes et références ».
 (mai 2014).
Cet article peut avoir été édité par une personne ayant un lien étroit avec son sujet ; il faut le réécrire dans un article avec un point de vue neutre. Si vous êtes étroitement lié au sujet de cet article, veuillez le déclarer sur sa page de discussion. (Novembre 2021)
L’Hospice général est le service social de la république et canton de Genève.  Il s’engage pour la dignité des plus démunis et favorise le retour à l’autonomie durable de chaque bénéficiaire.
L'institution a été fondée en 1535 pour apporter l’aide aux plus démunis.  Il assume principalement aujourd’hui le mandat de service social de l’État de Genève.

## Histoire: de l’Hôpital général à l’Hospice général

### Sous l’Ancien Régime (1536-1798)
La Réforme ayant mis un terme aux activités des religieux catholiques, les sept établissements charitables de Genève sont réunis en un seul Hôpital général le 14 novembre 1535, par un vote solennel du Conseil général, assemblée réunissant tous les citoyens genevois. Le but est de fournir une assistance matérielle ou financière "tant pour les pauvres petits enfants orphelins trouvés, femmes veuves, gens anciens, pauvres filles et toutes autres manières de gens tant étrangers que privés de toutes nations venant trouver repaire audit hôpital général". Profitant de l'exil des sœurs Clarisses vers Annecy, l’ancien couvent du Bourg-de-Four est réquisitionné en 1536 pour y installer l’Hôpital général.

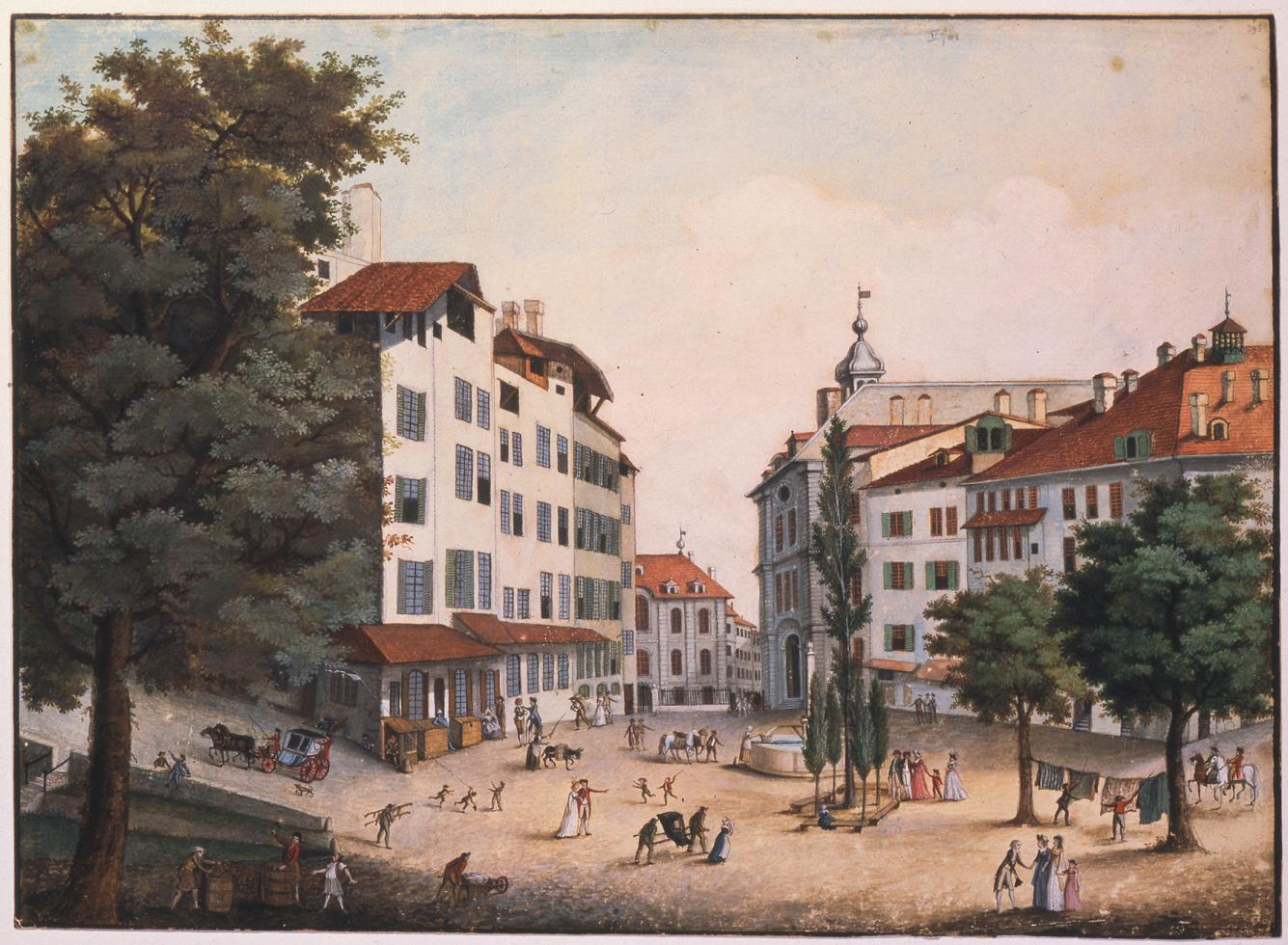
L’Hôpital général, place du Bourg-de-Four, fin du XVIIIe siècle.

La charité publique est alors conditionnée par un devoir de moralité et de dévotion. Les vagabonds menant une existence dissolue en sont exclus. Les très nombreux mendiants attirés à Genève par les différentes foires sont considérés comme indésirables. On leur accorde cependant la passade, c’est-à-dire le pain et le vin. Les archives de l’époque semblent démontrer que l’Hôpital général ployait sous les demandes d’aides et que tous les citoyens, un jour ou l’autre, venaient quémander de quoi manger ou se vêtir. Certains y logeaient et la discipline était alors ferme.
Cette forme de répression associée à la charité connaît une recrudescence avec l’internement des mendiants, pratique largement répandue dans l’Europe du XVIIe siècle. Ainsi, en 1631 est créée la Discipline, un établissement de correction pour les jeunes filles rebelles, les prostituées et les jeunes délinquants. Tous sont mis au travail permettant ainsi à l’Hôpital général de récupérer une partie des frais engagés. La Discipline reçoit par la suite un certain nombre « d’asociaux, aliénés, paresseux ou enfants difficiles ». Les mendiants y sont petit à petit moins nombreux (début XVIIIe siècle) car moins sévèrement réprimés.
L’Hôpital général, dans le courant du XVIIIe siècle adopte une attitude très moderne face à ses pauvres puisqu’il leur octroie essentiellement une aide financière (40 % des dépenses de l’institution) et les assiste ainsi « à domicile ». Il contrôle lui-même le flux des mendiants dans la cité en consacrant 2 % de son budget par an à financer des « chasse-gueux » pour « débarrasser » la ville des pauvres d’origines étrangères.
À cette époque, l’aide reçue est rarement remboursée. Les communes d’origine versent l’argent pour leurs ressortissants tombés dans la nécessité. Elles sont généralement signifiées que si elles n’obtempèrent pas, elles devront recueillir leurs pauvres elles-mêmes. Pendant tout l’Ancien Régime, les assistés sont privés de leurs droits politiques (soit environ 10 % du corps électoral) et doivent défiler un jour par an dans les rues pour manifester leur reconnaissance pour l’aide reçue.

Les Genevois ne sont pas égaux devant l’assistance publique à cette époque, car on donne davantage à un riche bourgeois ruiné, estimant qu'il a davantage perdu et souffert qu’un pauvre devenu misérable.

### L’évolution vers une institution moderne au XIXesiècle
Jusqu’en 1682, l’Hôpital accueille surtout les citoyens et les bourgeois. Mais à partir de cette année-là, le droit est étendu aux natifs et à leurs descendants, ainsi qu’aux soldats blessés au service de la République. À la suite de l’annexion de Genève à la France, une société de bienfaisance est créée pour administrer les biens de l’Hôpital général sous la pression des anciens Genevois, craignant une dispersion des ressources. Les prestations sont alors réservées aux Genevois, une discrimination qui aura cours jusqu’au milieu du XXe siècle.
La Constitution de 1847 du radical James Fazy, stipule pour la première fois « la distribution de la charité est une branche de l’administration publique ». Les assistés jouissent des droits politiques et grossissent donc soudainement le corps électoral. Peu à peu, un système de charité légale se substitue à celui de charité chrétienne. L’ "Hospice général" est créé par la loi constitutionnelle du 27 septembre 1868. Désormais, tous les Genevois se trouvent égaux devant l’aide sociale.
En 1901, une loi sur l’assistance publique médicale règle la situation des malades sans ressources et laisse à l’Hospice général l’aide sociale «aux indigents, aux vieillards, aux orphelins et aux infirmes», marquant la fin de la confusion des fonctions médicales et sociales, qui étaient la marque de l’ancienne institution depuis sa création.
En 1981, la loi genevoise sur l’assistance publique entre en vigueur, définissant les principes et l’organisation de cette aide – désormais élargie aux non-Genevois - et les compétences de l’Hospice général. Cette loi sera amendée à maintes occasions pour adapter les prestations à l’évolution du contexte social ou économique.

Depuis 2005, l’aide sociale n’a plus à être remboursée.

### Un financement qui évolue au fil du temps
Dès le début, les revenus de l’Hôpital général sont multiples et variés:  provenant d’abord des anciennes possessions des petits hôpitaux médiévaux; des dîmes ecclésiastiques prélevées sur les campagnes environnantes; puis, de nombreux biens immobiliers en Ville de Genève et hors les murs. L’institution devient très vite un grand propriétaire foncier, possédant des domaines agricoles et viticoles à Plainpalais, La Cluse, Malagnou, Bossey, sous le Salève, destinés à garnir les tablées du Bourg-de-Four. Des hectares de forêts permettent d’assurer le bois de chauffage.

On octroie également à l’Hôpital général le montant des taxes d’habitation et de bourgeoisie dont s’acquittent les bénéficiaires, les taxes sur les spectacles et les taxes "de rue" (le droit des pauvres).

Les donations, legs et produit des troncs représentent un tiers des recettes.

Le monopole, accordé à l’institution, de la location de "manteaux de deuil" et autres objets funéraires, assurant d’importants revenus, constitue un privilège supplémentaire, ainsi que les loteries organisées au XVIIIe siècle par le biais d’une société créée pour l’occasion, organisées plusieurs fois par an, mettant en vente 15 000 billets pour un montant total de trois-cent-mille livres genevoises.

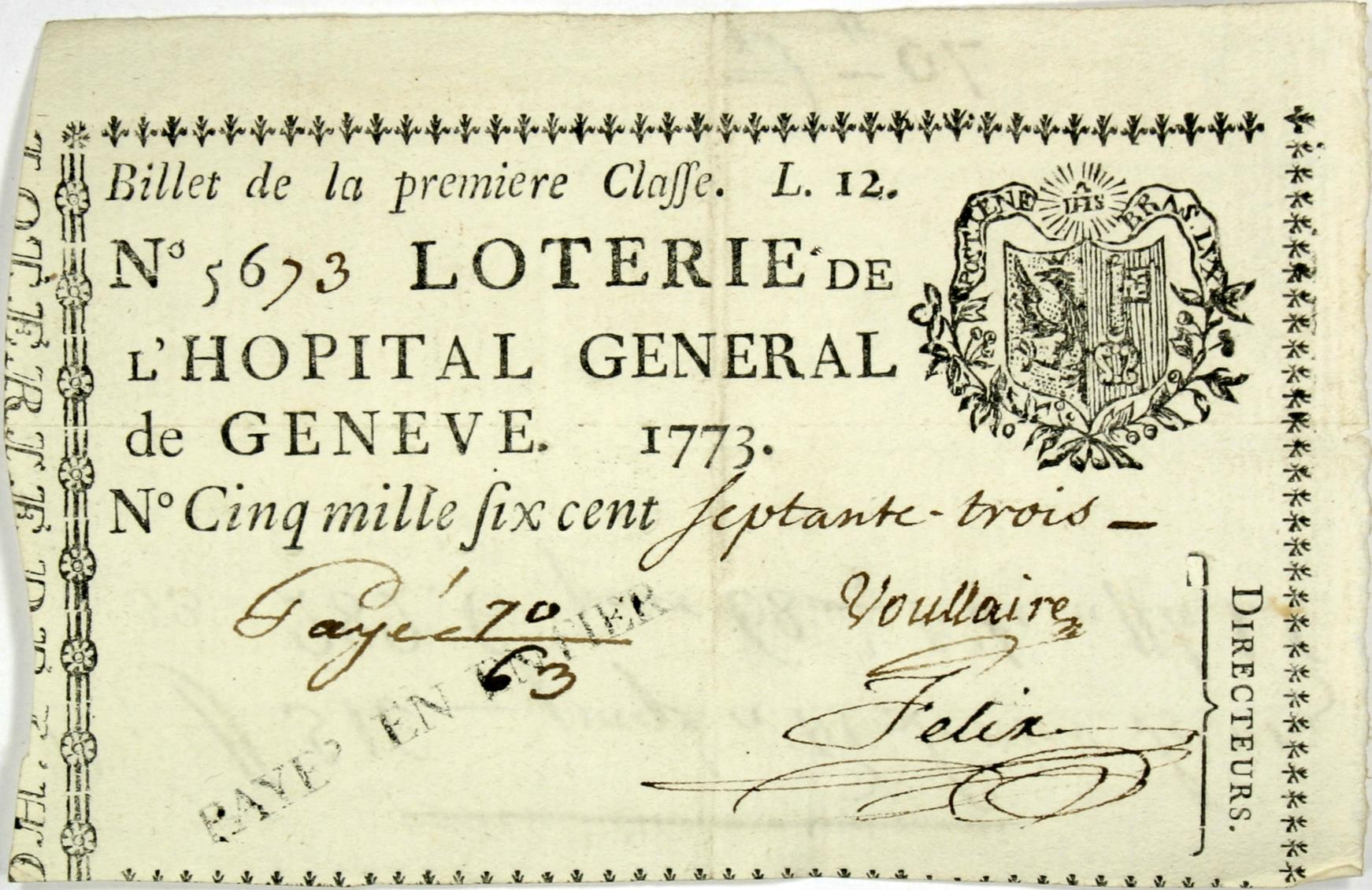
Billet de loterie du XVIIIe siècle.

Des placements financiers de tout ordre seront largement utilisés durant toute la période de la Réforme à la fin du XIXe siècle. Il sera notamment souvent question de rentes viagères accordées à des veuves fortunées. Selon les registres, ces placements se sont par contre souvent révélés peu rentables.
Enfin, bien que déjà propriétaire de nombreux domaines, l’Hôpital général se voit céder par le gouvernement les droits de pâturage sur les vastes glacis qui enchâssent la ville. C’est ainsi qu’il afferme les glacis de Rive et Neuve à un boucher pour qu’il y fasse paître son troupeau de moutons. Il en ira de même pour les fortifications de Saint-Gervais.

#### Les glacières
Durant un siècle et demi, l’Hôpital général a bénéficié du monopole de la vente de glace. L’exploitation de la glace se faisait au moyen de puits artificiels, en forme de cône tronqué inversé, couverts de chaume qu’il fallait remplacer régulièrement, pouvant contenir entre 200 et 300 tonnes de glace chacun. Les glacières étaient remplies en hiver et tenaient tout l’été, apportant un peu de confort en période caniculaire. La glace n’était pas accessible à toutes les bourses, exigeant des frais d’entretien importants. Elles constituaient un apport financier très intéressant pour l’Hôpital général.
Les revenus de l’Hôpital général, devenu l'Hospice général, ont largement évolué, de même que la part représentée par ses différentes ressources. Ainsi, les produits immobiliers représentaient 3 % des recettes sous l’Ancien Régime, puis jouèrent un rôle prépondérant dès la Constitution de 1847, pour atteindre 52 % de l’apport en 1900, avant de redescendre à 8 % de nos jours. Aujourd'hui, le financement de l'aide sociale est essentiellement assumé par la subvention de l'État de Genève. 

## Missions de l'Hospice général

### De nouveaux mandats
En 1981, l’État de Genève place l’Hospice général au cœur du dispositif social en en faisant le seul organisme chargé de l’assistance publique. Cette décision va impliquer de profondes modifications internes et des changements d’échelles spectaculaires sur les trois dernières décennies.
 
Le Service de l’action sociale passe de 36 collaborateurs en 1981 à 553 employés en 2011 (l’effectif total de l’institution atteignant quant à lui 1 040 employés). Quant au budget, il passe de 12 millions à 343 millions en 2011, couvert désormais en grande partie par une subvention cantonale de 300 millions de francs.

Les missions de l’institution ont passablement changé également. La forte augmentation de la demande d’assistance, l’intervention en faveur des chômeurs en fin de droits, la simplification et l’harmonisation des barèmes, la réorganisation des Centres d’action sociale et de santé, l’application de la loi sur l’aide à domicile, le regroupement de toute la politique genevoise de l’asile, les modifications des législations sociales ou la volonté légitime de l’autorité politique de mieux contrôler l’usage des subventions versées, tout cela a exigé la mise en place de nombreuses réformes auxquelles sont venues s’ajouter dans le courant de la dernière décennie les nombreux réaménagements consécutifs à la mise en place de l’informatisation des suivis administratifs.
Lors des votations populaires du 14 octobre 2012, le peuple genevois a adopté une nouvelle Constitution qui entérine, notamment, le rôle de l’Hospice général.

### Missions
Les activités de l’Hospice général s'inscrivent dans l'ensemble du dispositif de sécurité sociale cantonal et fédéral dont la finalité est le maintien de la cohésion sociale et le retour à l’autonomie de ses bénéficiaires. Ses principales missions sont :
- l'accompagnement social et l'aide financière aux personnes et familles sans ressources suffisantes ;
- l'accueil et l'intervention sociale incluant l'aide financière aux requérants d'asile et leur hébergement ;
- l'aide et l'hébergement de jeunes adultes en difficulté ;
- la gestion d’un lieu de détente et d'une maison de vacances pour personnes âgées ;
- la prévention et l'information sociales en faveur de toutes les catégories de la population.

### Organisation
L’Action sociale fournit une assistance sociale et financière aux personnes rencontrant des difficultés ou dépourvues des moyens nécessaires à satisfaire leurs besoins vitaux et personnels indispensables ainsi que des personnes qui ont épuisé leurs droits aux prestations de l’assurance chômage. Elle gère également un service, Point jeunes, spécialisé dans l’accueil et l’accompagnement des adultes de 18 à 25 ans.
L’Aide aux migrants gère pour le compte de la Confédération la prise en charge financière des requérants d'asile et des personnes admises provisoirement, attribuées au canton de Genève. Elle leur propose également des mesures d’insertion destinées à les conduire vers un maximum d’autonomie. Enfin, elle distribue aussi l’aide d’urgence aux personnes frappées d’une non-entrée en matière (NEM) ou déboutées, ainsi que les étrangers sans permis (ETSP).

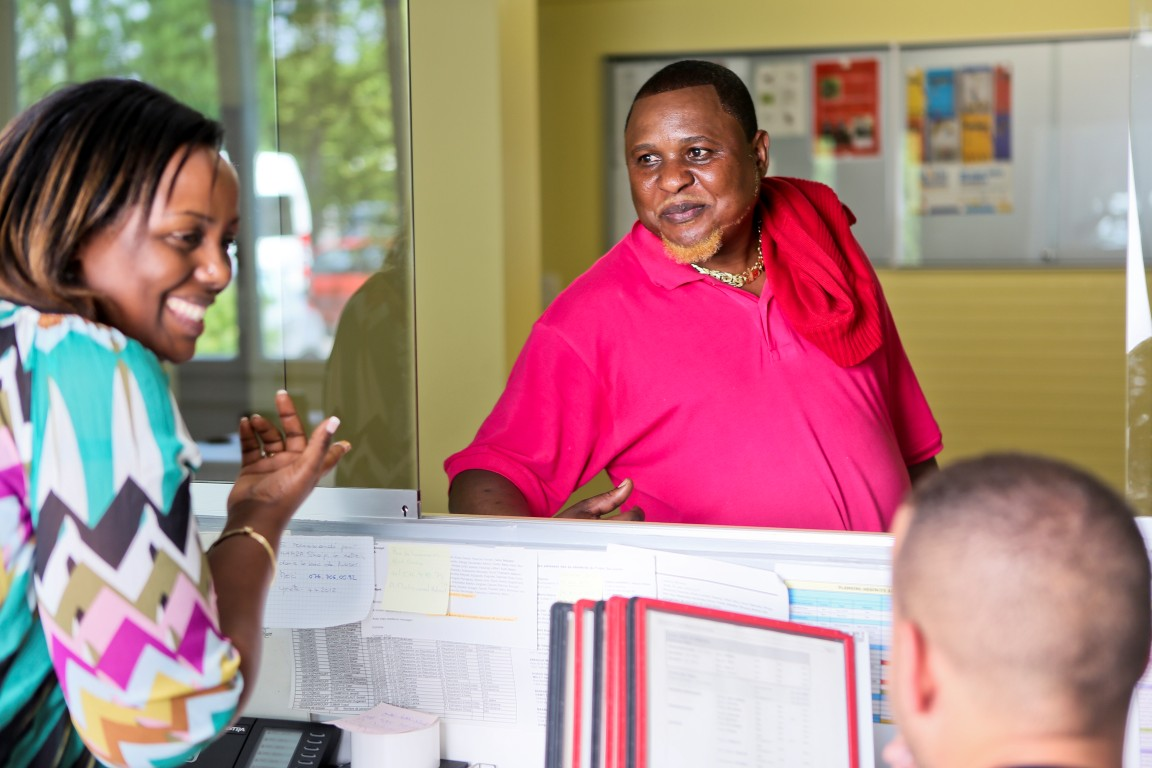
La réception dans un centre d'hébergement de requérants d’asile de l’Hospice général.

Les Activités seniors comprennent le centre d’animation pour retraités (CAD) et une maison de vacances, la Nouvelle-Roseraie.

## L'Action sociale

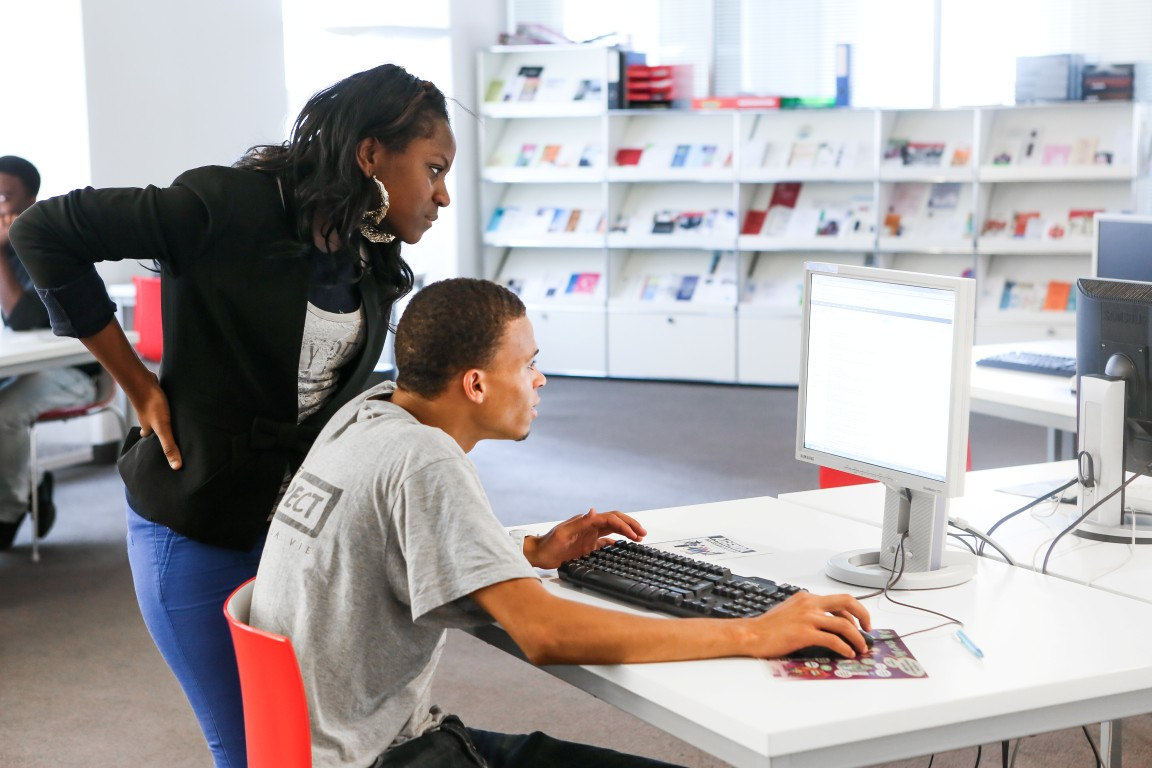
Les nouveaux locaux de Point jeunes.

L’Hospice général est au service de tous les résidents du canton de Genève frappés –momentanément ou non – par la précarité. Il offre une aide sociale et financière aux adultes de 18 à 65 ans. En cas de besoin, il accompagne les seniors au bénéfice de prestations complémentaires.
Quel que soit l’âge des personnes, il appuie et favorise le retour des bénéficiaires à l’autonomie, par les moyens suivants :
- le Contrat d’aide sociale individuel (CASI), rempli avec l'assistant social, qui définit un projet d’insertion (objectifs personnels et professionnels à atteindre pour retrouver son autonomie) ;
- des places de travail à temps partiel non rémunérées dans des organismes à but non lucratif. Ces périodes proposées réduisent considérablement la distance à l’emploi, tout en fournissant des références sur le curriculum vitæ.

Les principales difficultés des personnes aidées par l’Action sociale sont liées à l’emploi, au logement, à la gestion administrative, à l’endettement et à la santé.

L’institution complète l’aide individuelle par des dispositifs spécifiques, comme ses ateliers de gestion de budget, de remboursement des frais médicaux, ou de services conçus pour une population particulière, tel Point jeunes destiné aux 18-25 ans.

## L'Aide aux migrants

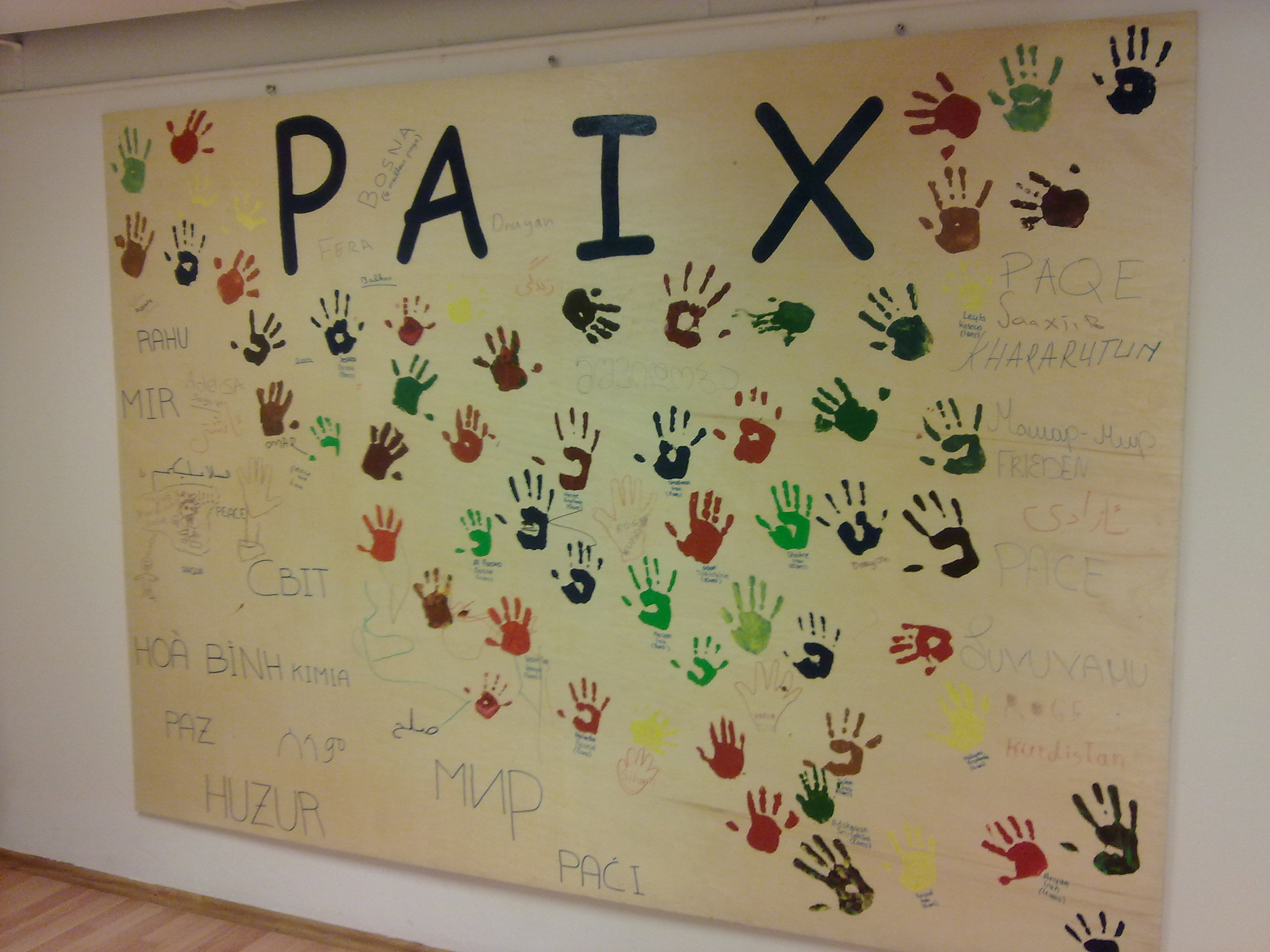
Panneau réalisé par des résidents de l'un des foyers pour réfugiés.

L'Aide aux migrants de l’Hospice général assume pour le canton de Genève le mandat fédéral d’héberger 5,8 % des requérants d’asile entrant sur le territoire suisse. 
Les professionnels accompagnent les migrants et les appuient dans leur retour à une autonomie sociale et financière. Des formations sont proposées, utiles dans la perspective d’un retour dans leur pays ou d’un établissement en Suisse. Les personnes déboutées reçoivent une aide d’urgence en attendant leur départ.

### Foyer des Tattes
En 2001, l'Hospice général pris la direction du Foyer des Tattes à Vernier, une structure associative d'hébergement pour des migrants. Le centre est composé de 12 immeubles et peut accueillir environ 600 personnes. Les migrants hébergés sont isolés ou en famille, hommes ou femmes.
Dans la nuit du 16 au 17 novembre 2014, un incendie se déclare au centre d'hébergement des Tattes. Le bilan est lourd: un jeune homme perd la vie et une quarantaine d'habitants sont blessés, dont 11 grièvement.

## Activités seniors

### Centre d'animation pour retraités
L’Hospice général, durant des siècles, a été chargé d’aider les personnes âgées qui n’étaient plus entourées par leur famille à finir dignement leur vie. Actuellement, le système des retraites et prestations complémentaires assure une relative indépendance financière aux aînés. Dès lors, l’Hospice général s’investit essentiellement dans le maintien du lien social, par le biais de son Centre d’animation pour retraités (CAD), qui intervient auprès des communes, principalement dans le cadre d’associations proposant des activités aux seniors, jouant un rôle d’animateur, prodiguant des conseils pour une diversification, etc.

### Nouvelle Roseraie

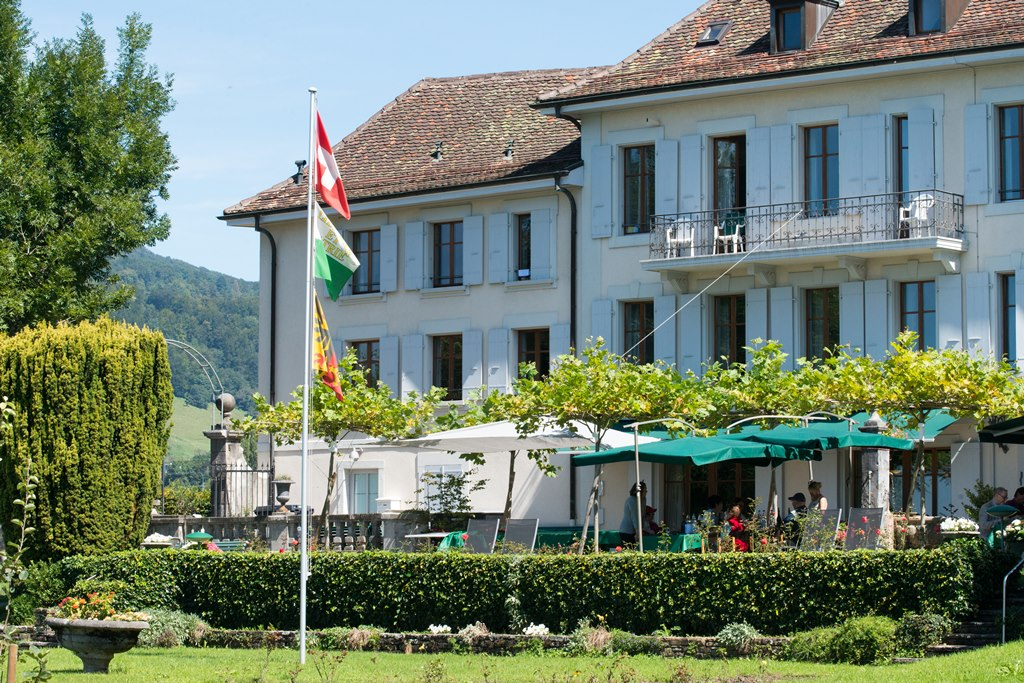
La Nouvelle Roseraie.

La Nouvelle Roseraie est une maison de vacances, située au-dessus du Léman, à la disposition des seniors désirant pratiquer des activités de plein air, faire des excursions ou simplement se reposer.

### Vidéos
- Film institutionnel de l'Hospice général